# 离脉柳叶蕨
离脉柳叶蕨（学名：Cyrtogonellum caducum）为鳞毛蕨科柳叶蕨属下的一个种。

## 扩展阅读
- 維基物種上的相關：离脉柳叶蕨